# チャールズ・ジョン・ダフィー
チャールズ・ジョン・ダフィー（英語: Charles John Duffy 1919年12月31日 - 1942年11月8日）は、アメリカ海軍の軍人。最終階級は海軍少尉。
1941年4月25日、海軍予備役に登録。同年11月13日、航空学生（航空士官候補生、Aviation Cadet）となる。1942年11月8日、トーチ作戦（連合国軍による北アフリカ上陸作戦）に伴い生起したカサブランカ沖海戦に参加。艦載機パイロットとして飛行中に戦死した。
護衛駆逐艦ダフィーの艦名はチャールズ・ジョン・ダフィーにちなむ。

## 参考
- この記事はアメリカ合衆国政府の著作物であるDictionary of American Naval Fighting Shipsに由来する文章を含んでいます。

From the “Dictionary of American Naval Fighting Ships,” (1969) Vol. 2, p. 303.